# Seiji Kawakami
Seiji Kawakami (川上 盛司 Kawakami Seiji?, nacido el 20 de junio de 1995 en Tochigi) es un futbolista japonés que se desempeña como defensa.

## Trayectoria

### Clubes
| Club                | País  | Año    |
| ------------------- | ----- | ------ |
| Fukushima United FC | Japón | 2017   |
| Fujieda MYFC        | Japón | 2018 - |

## Estadística de carrera

### J. League
| Club                | Año   | J. League | J. League      | Copa J. League | Copa J. League | Total | Total |
| Club                | Año   | Part.     | Goles          | Part.          | Goles          | Part. | Goles |
| ------------------- | ----- | --------- | -------------- | -------------- | -------------- | ----- | ----- |
| Fukushima United FC | 2017  | 2         | colspan="2"\|- | 2              | 0              |       |       |
| Total               | Total | 2         | 0              | 0              | 0              | 2     | 0     |